# Leśniaki (powiat częstochowski)
Leśniaki – kolonia sołecka o charakterze ulicówki w gminie Konopiska w powiecie częstochowskim w województwie śląskim, nad rzeką Konopką.

## Historia
Leśniaki powstały z osady zwanej Pustkowiem. Najprawdopodobniej nazwa jej powstała od tego, że wkoło otaczają ją lasy. Pierwsze zapiski o tej miejscowości w aktach parafialnych odnotowane są w 1816 r. Gdy w roku 1818 dokonywano podziału gmin wieś ta została przydzielona do gminy Rększowice. W latach 1975 -1998 miejscowość należała administracyjnie do województwa częstochowskiego.

## Geografia

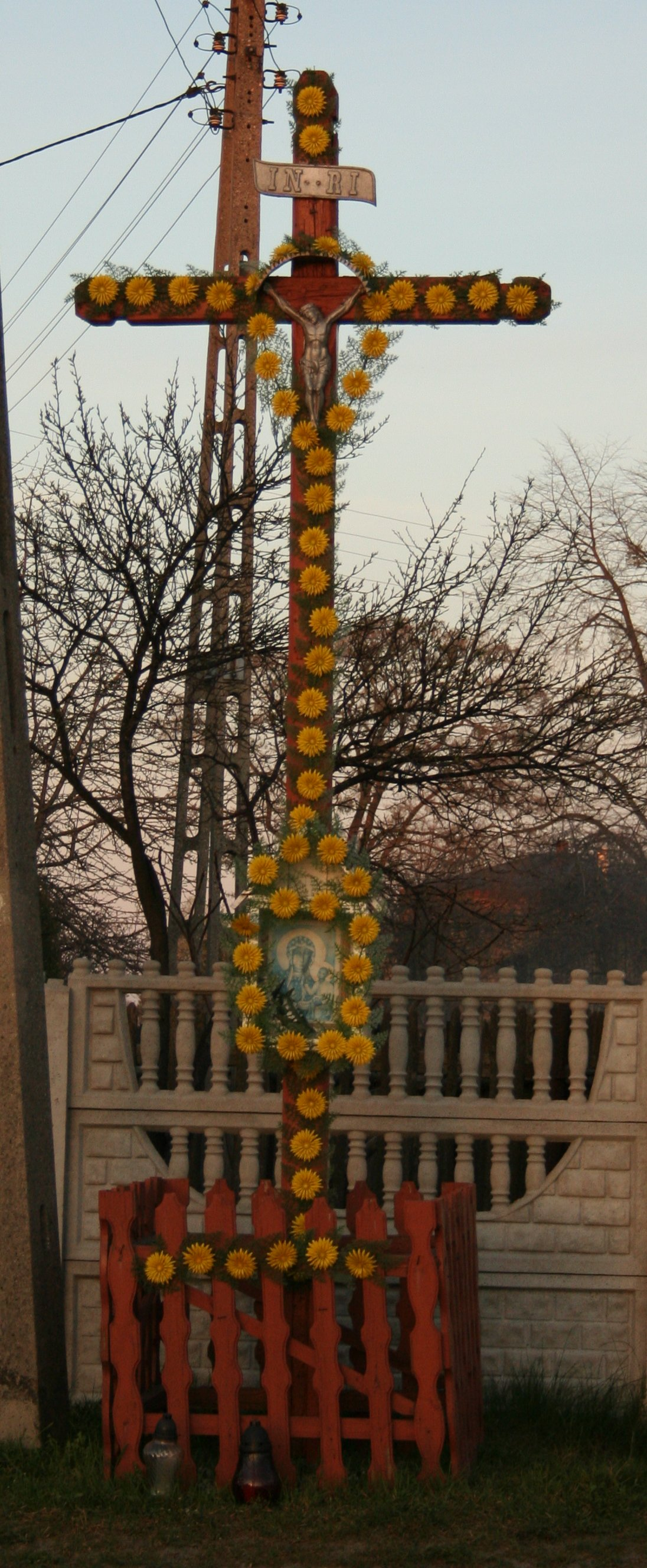
Krzyż na skrzyżowaniu pomiędzy sołectwami Leśniaki oraz Jamki

Kolonia Leśniaki położona jest 18 km na zachód od Częstochowy. Graniczy z wsiami Jamki, Korzonek oraz z Dębową Górą, która znajduje się w gminie Boronów, powiatu lublinieckiego.
Do sołectwa należy też będąca jego przedłużeniem miejscowość Korzonek, znacznie większa od samych Leśniaków.
Leśniaki znajdują się na terenie Parku Krajobrazowego Lasy nad Górną Liswartą. W pobliżu miejscowości znajduje się użytek ekologiczny Jeziorko. Ma on 2,50 ha. W 1997 r. został objęty ochroną. Celem jego utworzenia była ochrona zbiorowisk torfowiskowych. Występują tu rzadkie gatunki roślin np.: rosiczka okrągłolistna, wełnianka wąskolistna, bagno zwyczajne, borówka bagienna. Jest to teren lęgowy dla ptactwa wodnego np.: czapli, kaczek.
W odległości ok. 5 km na południe od Leśniaków, w lesie, znajduje się rezerwat przyrody Rajchowa Góra, o powierzchni 8,20 ha. Utworzony został w roku 1959 dla ochrony stanowiska naturalnego lasu mieszanego. Znajdują się tam ponad 120-letnie sosny, buki i dęby.